# Geelkoplori
De geelkoplori (Trichoglossus euteles) is een vogel uit de familie Psittaculidae (papegaaien van de Oude Wereld).

## Verspreiding en leefgebied
Deze soort is endemisch op de Kleine Soenda-eilanden, een eilandengroep in Zuidoost-Azië.